# Gyrocaryum oppositifolium
Gyrocaryum oppositifolium là một loài thực vật thuộc họ Boraginaceae. Đây là loài đặc hữu của Tây Ban Nha. Môi trường sống tự nhiên của chúng là thảm cây bụi kiểu Địa Trung Hải and vùng đồng cỏ ôn đới. Chúng hiện đang bị đe dọa vì mất môi trường sống.